# Cervecería Centro Americana

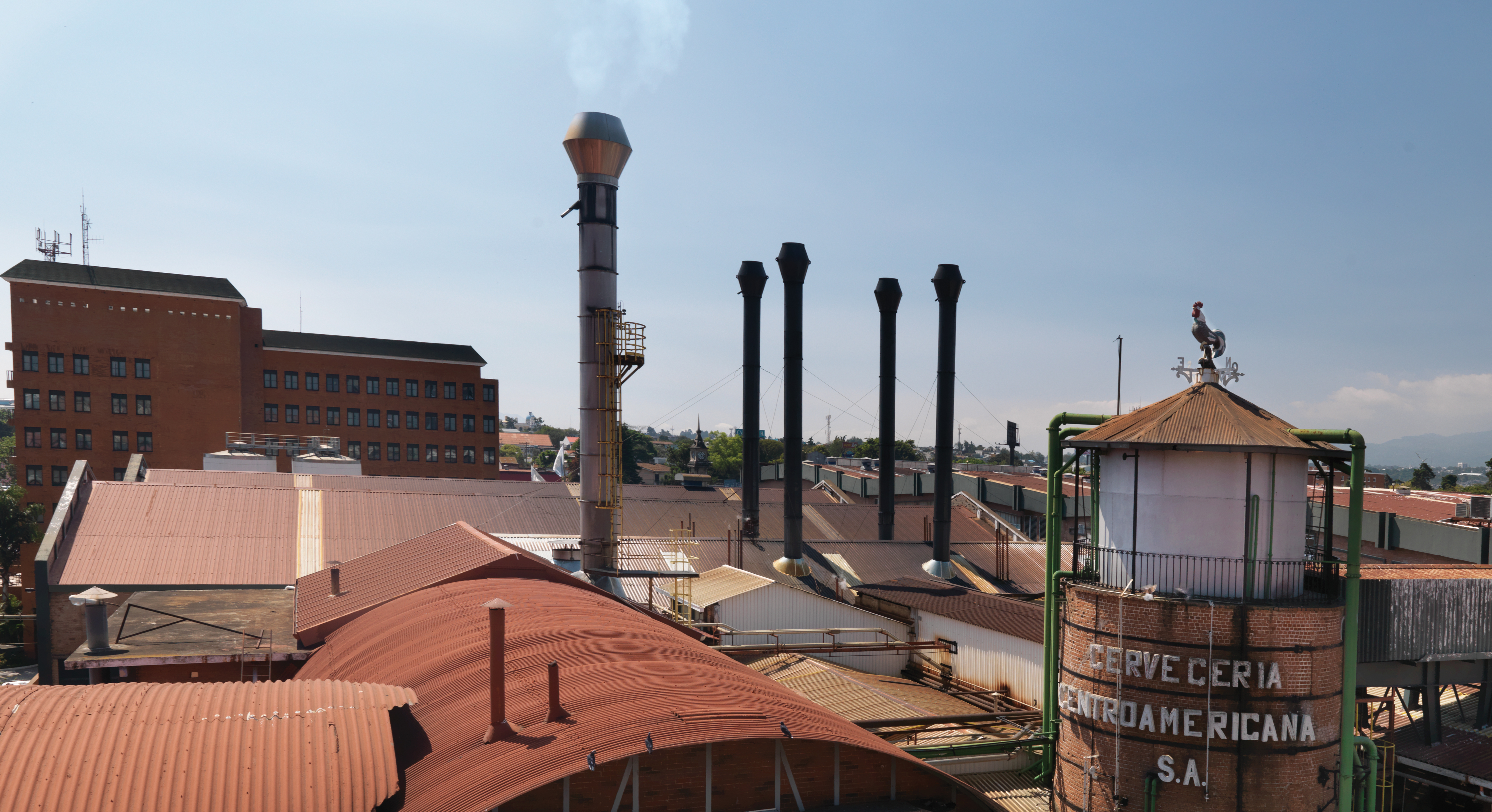

Die Cervecería Centro Americana, S.A. (dt. „Zentralamerikanische Brauerei AG“) ist die größte Bierbrauerei Guatemalas und zählt zu den größten Mittelamerikas. Sie hat ihren Sitz in Guatemala-Stadt.

## Geschichte
Die Cervecería Centroamericana wurde am 3. Februar 1886 von den Gebrüdern Mariano und Rafael Castillo Córdova in Guatemala gegründet. Zehn Jahre später brachten sie das Lagerbier Gallo (dt. „Hahn“) auf den Markt, das heute in Guatemala einen Kultstatus hat. In den 1920er Jahren übergaben die Gebrüder die Brauerei ihren Nachkommen, die 1935 neue Produktionsstätten eröffneten und zu Ehren der Unternehmensgründer die Kirche Santa Delfina de Signé bauten. 1974 und 1996 gab sich die Brauerei und ihren Marken ein neues Erscheinungsbild.
Die Cervecería Centroamericana sichert über ihre Mitarbeiter heute den Unterhalt von 6.500 Familien und indirekt von 80.000 weiteren Familien. Über die Fundación Castillo Córdova finanziert die Brauerei etliche soziale Projekte in Guatemala.

## Produkte
- Gallo (La mejor cerveza)
- Gallo Light
- Chopp Gallo
- Dorada Ice
- Dorada Draft
- Monte Carlo Premium
- Moza
- Victoria
- Sol
- Malta Gallo

Exportiert wird vorwiegend in die mittelamerikanischen Nachbarstaaten, nach Mexiko und in die USA, zu einem kleineren Teil auch in andere Staaten. Das mehrfach ausgezeichnete Gallo wird in den USA und in Frankreich unter dem Namen Famosa vertrieben.
Gallo hat in Anerkennung für seine Qualität mehrere internationale Auszeichnungen erhalten, darunter die Goldmedaille Monde Selection aus Belgien.